# وانگ چانگ
وانگ چانگ (انگلیسی: Wang Chang؛ زادهٔ ۷ مهٔ ۲۰۰۱) بدمینتون‌باز اهل چین است.